# Edward Washburn
Edward Wight Washburn (Beatrice, 1881 – Washington, 1934) è stato un chimico statunitense.

## Biografia
Washburn è nato a Beatrice (Nebraska), nella famiglia di William Gilmor Washburn, un commerciante di legname e mattoni. Dopo aver seguito tutti i corsi di chimica disponibili presso l'Università del Nebraska (1899-1900) mentre insegnava al liceo (1899-1901), entrò al Massachusetts Institute of Technology nel 1901, ricevendo il B.S. in chimica nel 1905 e il dottorato di ricerca. nel 1908 sotto Arthur Amos Noyes.
Nello stesso anno Washburn divenne capo della divisione di chimica fisica presso l'Università dell'Illinois. Nel 1916 divenne presidente del dipartimento di ingegneria ceramica dell'università.
Nel 1920 fu fondata l'Unione internazionale di chimica pura e applicata. Uno dei suoi primi progetti è stato quello di compilare le Tabelle Critiche Internazionali di Dati Numerici, Fisica, Chimica e Tecnologia. Washburn fu nominato redattore capo nel 1922 e si trasferì a Washington. Nel 1926 divenne capo della Divisione di Chimica del National Bureau of Standards. Washburn è stato presidente della Divisione di chimica e tecnologia chimica del Consiglio nazionale delle ricerche nel 1922-1923, presidente della Commissione internazionale sugli standard fisico-chimici e membro della National Academy of Sciences.
Prezioso collaboratore della IUPAC, svolse importanti ricerche sul frazionamento del petrolio e sulla viscosimetria. La cella di Washburn è un dispositivo per la misurazione della conduttività di una soluzione.